# Estado Novo (Portugal)
 For alternative betydninger, se Estado Novo. (Se også artikler, som begynder med Estado Novo)
Estado Novo (dansk: den nye stat) var et højreorienteret diktatur i Portugal fra 1933-1974.
Premierminister Antonio Salazar grundlagde regimet. Det faldt ved Nellikerevolutionen i 1974, få år efter hans død.